# Lysimachia pacifica
Lysimachia pacifica är en viveväxtart som beskrevs av Ferdinand von Mueller. Lysimachia pacifica ingår i släktet lysingar, och familjen viveväxter. Inga underarter finns listade i Catalogue of Life.